# Buseok-myeon, Seosan
Buseok-myeon (koreanska: 부석면) är en socken i Sydkorea.  Den ligger i kommunen Seosan och provinsen Södra Chungcheong, i den västra delen av landet, 110 km sydväst om huvudstaden Seoul.